# Vincenzo Santopadre
Vincenzo Santopadre (ur. 11 sierpnia 1971 w Rzymie) – włoski tenisista, reprezentant w Pucharze Davisa.
Jego żoną jest Karolina, córka byłego polskiego piłkarza, Zbigniewa Bońka.

## Kariera tenisowa
Karierę zawodową Santopadre rozpoczął w 1991 roku, a zakończył w 2005 roku.
Startując w grze pojedynczej triumfował w 5 turniejach rangi ATP Challenger Tour.
W grze podwójnej tenisista włoski wygrał 1 turniej kategorii ATP World Tour, w 1997 roku w Taszkencie, oraz osiągnął 1 finał, w Casablance podczas edycji z 1999 roku.
W 2000 i 2001 roku Santopadre reprezentował Włochy w Pucharze Davisa. Rozegrał przez ten okres 2 przegrane pojedynki singlowe oraz 1 zwycięski mecz deblowy.
W rankingu gry pojedynczej Santopadre najwyżej był na 100. miejscu (3 maja 1999), a w klasyfikacji gry podwójnej na 103. pozycji (24 sierpnia 1998).

### Finały w turniejach ATP World Tour
| Nazwa                        |
| ---------------------------- |
| Wielki Szlem                 |
| Igrzyska olimpijskie         |
| ATP Tour World Championships |
| ATP Masters Series           |
| ATP Championship Series      |
| ATP World Series             |

#### Gra podwójna (1–1)
| Końcowy wynik | Nr | Data             | Turniej    | Nawierzchnia | Partner          | Przeciwnicy                    | Wynik finału  |
| ------------- | -- | ---------------- | ---------- | ------------ | ---------------- | ------------------------------ | ------------- |
| Zwycięzca     | 1. | 14 września 1997 | Taszkent   | Twarda       | Vince Spadea     | Hiszam Arazi Ejal Ran          | 6:4, 6:7, 6:0 |
| Finalista     | 1. | 28 marca 1999    | Casablanca | Ceglana      | Massimo Ardinghi | Fernando Meligeni Jaime Oncins | 2:6, 3:6      |

## Kariera trenerska
Po zakończeniu kariery zawodniczej zajął się pracą trenerską, jego podopiecznym jest Matteo Berrettini.